# Bengkelang
Bengkelang is een bestuurslaag in het regentschap Aceh Tamiang van de provincie Atjeh, Indonesië. Bengkelang telt 679 inwoners (volkstelling 2010).